# Jostein Gaarder
Jostein Gaarder (ur. 8 sierpnia 1952 w Oslo) – norweski pisarz, autor książek filozoficznych i literatury pięknej. Wzbudził międzynarodowe zainteresowanie w 1991 wydaniem Świata Zofii, młodzieżowej książki będącej wprowadzeniem do filozofii.
Matka Josteina, Inger Margrethe Gaarder, pisała książki dla dzieci. Była również dyrektorem szkoły, tak jak i ojciec pisarza, Knut Gaarder. Jostein, po studiach na Uniwersytecie w Oslo, uczył kilka lat w liceum, po czym od 1981 do 1991 wykładał filozofię na uniwersytecie ludowym Fana Folkehøgskule.
Jest autorem popularnych powieści dla młodzieży i dorosłych, prezentujących historię myśli filozoficznej i europejskie dziedzictwo kulturowe. Najsłynniejszą jego książką jest Świat Zofii. Wydrukowana w ponad 30 milionach egzemplarzy, tłumaczona w 54 językach.

## Książki
- Diagnoza i inne opowiadania (1986)
- Przepowiednia Dżokera (1990; wyd. polskie 1996)[2]
- Świat Zofii (1991; wyd. polskie 1995)
- Tajemnica Bożego Narodzenia (1992)
- Magiczna biblioteka Bibbi Bokken (1993)
- W zwierciadle, niejasno (1993)
- Hej! Czy jest tu kto! (1996)
- Vita Brevis. List Florii Emili do Aureliusza Augustyna (1996; wyd. polskie 1997)[3]
- Maja (1999)
- Córka dyrektora cyrku (2001)
- Dziewczyna z pomarańczami (2003; wyd. polskie 2004)[4]
- Szach mat. Zagadki, baśnie i opowiadania (2006)
- Żółty krasnal (2006)
- Zamek w Pirenejach (2010)[5]
- W sam raz. Krótka opowieść o prawie wszystkim (2021)[6]
- Świat według Anny (2015; wyd. polskie 2022)[7]
- To my tu teraz jesteśmy (2023)[8]